# Університет імені Кім Ір Сена
Університет імені Кім Ір Сена — найбільший заклад освіти в Північній Кореї, «вищий храм чучхейської освіти і потужна база для підготовки національних кадрів країни».
Університетське містечко розташоване в Тесонському районі Пхеньяна.

## З історії
Заснований 1 жовтня 1946 року за власним наказом Кім Ір Сена та названий на його честь.
На базі факультетів, які виокремились з університету, були створені ряд інших вищих навчальних закладів — Політехнічний університет імені Кім Чака, Пхеньянський медичний інститут, Вонсанський сільськогосподарський інститут.
Університет двічі нагороджувався Орденом Кім Ір Сена.
В університеті в різні часи навчались багато представників партійної еліти КНДР, включно з «великим керівником» країни Кім Чен Іром та нинішнім верховним керівником Кім Чен Ином.

## Відділи
- Соціальні науки
- Історія
- Філософія
- Уряд та економіка
- Право
- Політика
- Міжнародні відносини
- Корейська мова
- Іноземні мови
- Революційна історія Кім Ір Сена
- Революційна історія Кім Чен Іра

### Природничі науки
- Фізика
- Математика
- Біологія
- Географія
- Хімія
- Геологія
- Атомна енергетика
- Автоматизація

## Сучасний стан
У теперішній час університет об'єднує три інститути (юридичний, літературний та комп'ютерний), 13 факультетів (економічний, історичний, філософський, іноземних мов та літератури, фізичний, механіко-математичний, хімічний, науки життя, науки навколишнього середовища Землі, геологічний, атомної енергії, фізкультури, перепідготовки кадрів), більше десятка НДІ та наукових центрів.
Також у складі університету знаходяться природничо-науковий музей, бібліотека, видавництво, типографія, Будинок спорту, гуртожиток і т. ін.
В університеті працює близько 2000 викладачів, у тому числі 400 академіків, членів-кореспондентів АН, професорів та докторів наук. Навчається близько 16 тис. студентів.

## Міжнародні зв'язки
У силу закритого характеру північнокорейського суспільства університетські міжнародні зв'язки розвинені слабо, проте університет співпрацює з деякими навчальними закладами Китаю та Росії.
У 2005 році було підписано угоду про співпрацю між Університетом імені Кім Ір Сена та Далекосхідним державним університетом, що знаходиться у місті Владивосток.

## Відомі випускники
- Пек Нам Сун — північнокорейський державний діяч, міністр закордонних справ КНДР (1998—2007).